# هرمان آبندرت
هِرمان آبِندرُت (به آلمانی: Hermann Abendroth) (زادهٔ ۱۹ ژانویهٔ ۱۸۸۳ – درگذشتهٔ ۲۹ مهٔ ۱۹۵۶) رهبر ارکستر اهل آلمان بود.